# Vastese Calcio 1990-1991
Questa voce raccoglie le informazioni riguardanti  la Vastese Calcio nelle competizioni ufficiali della stagione 1990-1991.

## Rosa
| N. |                   | Ruolo | Calciatore            |
| -- | ----------------- | ----- | --------------------- |
|    | Italia (bandiera) | C     | Massimiliano Artibani |
|    | Italia (bandiera) | C     | Massimo Baiocco       |
|    | Italia (bandiera) | C     | Mirco Barbetta        |
|    | Italia (bandiera) | C     | Stefano Bosetti       |
|    | Italia (bandiera) | D     | Giuseppe Brescia      |
|    | Italia (bandiera) | D     | Giorgio Castorani     |
|    | Italia (bandiera) |       | Ceglia                |
|    | Italia (bandiera) | C     | Andrea Ciaramella     |
|    | Italia (bandiera) | D     | Vincenzo Cosco        |
|    | Italia (bandiera) | A     | Massimiliano Covelli  |
|    | Italia (bandiera) | P     | Giuseppe De Filippis  |
|    | Italia (bandiera) | C     | Antonio De Santis     |

| N. |                   | Ruolo | Calciatore          |
| -- | ----------------- | ----- | ------------------- |
|    | Italia (bandiera) | C     | Candido Di Felice   |
|    | Italia (bandiera) | P     | Angelo Di Giulio    |
|    | Italia (bandiera) | D     | Carmelo Genovasi    |
|    | Italia (bandiera) | A     | Mario Lemme         |
|    | Italia (bandiera) | D     | Matteo Matteazzi    |
|    | Italia (bandiera) | D     | Giuseppe Naccarella |
|    | Italia (bandiera) | D     | Maurizio Negri      |
|    | Italia (bandiera) | A     | Enrico Russo        |
|    | Italia (bandiera) | A     | Andrea Scotini      |
|    | Italia (bandiera) | A     | Giuseppe Tortora    |
|    | Italia (bandiera) | P     | Mario Valenzano     |
|    | Italia (bandiera) | A     | Daniele Vantaggiato |